# الفجر (مجلة أدبية)
الفجر مجلة أدبية المصرية صدرت أسبوعيًا في القاهرة بين 8 يناير 1925 و31 يناير 1927. كان أحمد خيري سعيد رئيس تحريرها.
أسس المجلة كُتّاب شباب تأثروا بالمدرسة الحديثة، ومنهم محمود تيمور (1894-1973)، ومحمود طاهر لاشين (1894-1954)، ويحيى حقي (1905-1993)، وحسين فوزي (1900-1988). وقد زادت شهرة بعضهم داخل مصر وخارجها من خلال نشر أعمالهم في الفجر .
وبشكل عام، كان الهدف المعلن للمجلة هو تحقيق نهضة المشهد الأدبي المصري وخاصة "الاستقلال الفكري عن المحيط العربي".

## طالع أيضًا
- المدرسة الحديثة